# Antimonumenta (Morelia)
Se instaló una antimonumenta junto a la Fuente de las Tarascas, sobre la Avenida Francisco I. Madero en Morelia, Michoacán, el 8 de marzo de 2021, fecha en que se conmemora el Día Internacional de la Mujer, durante la marcha anual de mujeres que protestan contra la violencia de género. La escultura, denominada simbólicamente Antimonumenta, se inspiró en otros antimonumentos similares como el de la Ciudad de México. La construcción de una antimonumenta simboliza la exigencia de justicia para las mujeres que sufren violencia en el país.
La obra original fue destruida a las pocas horas de su instalación. Se instaló una réplica el mes siguiente.

## Historia e instalación

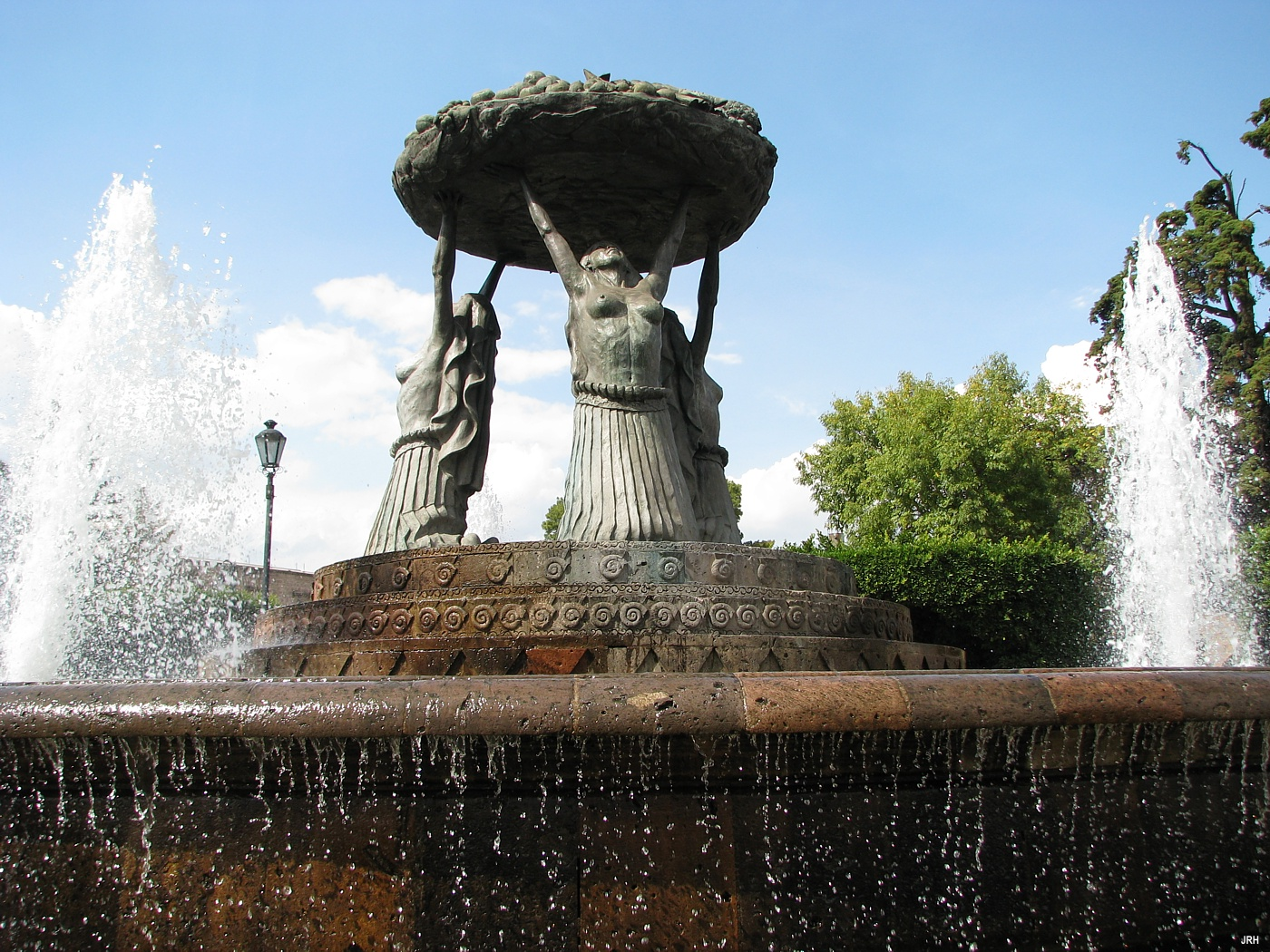
La Antimonumenta se encuentra junto a la Fuente de las Tarascas (en la foto)

La Antimonumenta fue erigida por aproximadamente 70 feministas, durante la mañana del 8 de marzo de 2021 en la Avenida Francisco I. Madero, junto a la Fuente de las Tarascas, en Morelia, Michoacán, durante la marcha anual del Día Internacional de la Mujer de mujeres que protestan contra la violencia de género. La instalación de la estructura duró unos 30 minutos.
Durante la noche siguiente a su instalación, el antimonumento fue destruido por mujeres no identificadas. A la mañana siguiente, los instaladores acudieron al lugar a recoger el metal retorcido y dejaron flores en su lugar, y en sus redes sociales dijeron: «Desmontaron la Antimonumenta en Michoacán, pero hoy nació un altar en su lugar».
La tarde del 25 de abril del mismo año, el colectivo instaló una réplica y comentó que la colocarán «cuantas veces sea necesario hasta que las mujeres de Michoacán vivan libres, felices y seguras».
Durante las manifestaciones del 2 de octubre, en honor a la masacre de Tlatelolco, dos desconocidos vandalizaron la Antimonumenta y la Fuente de las Tarascas con consignas referidas a la desaparición forzada de Iguala de 2014.

## Descripción y significado

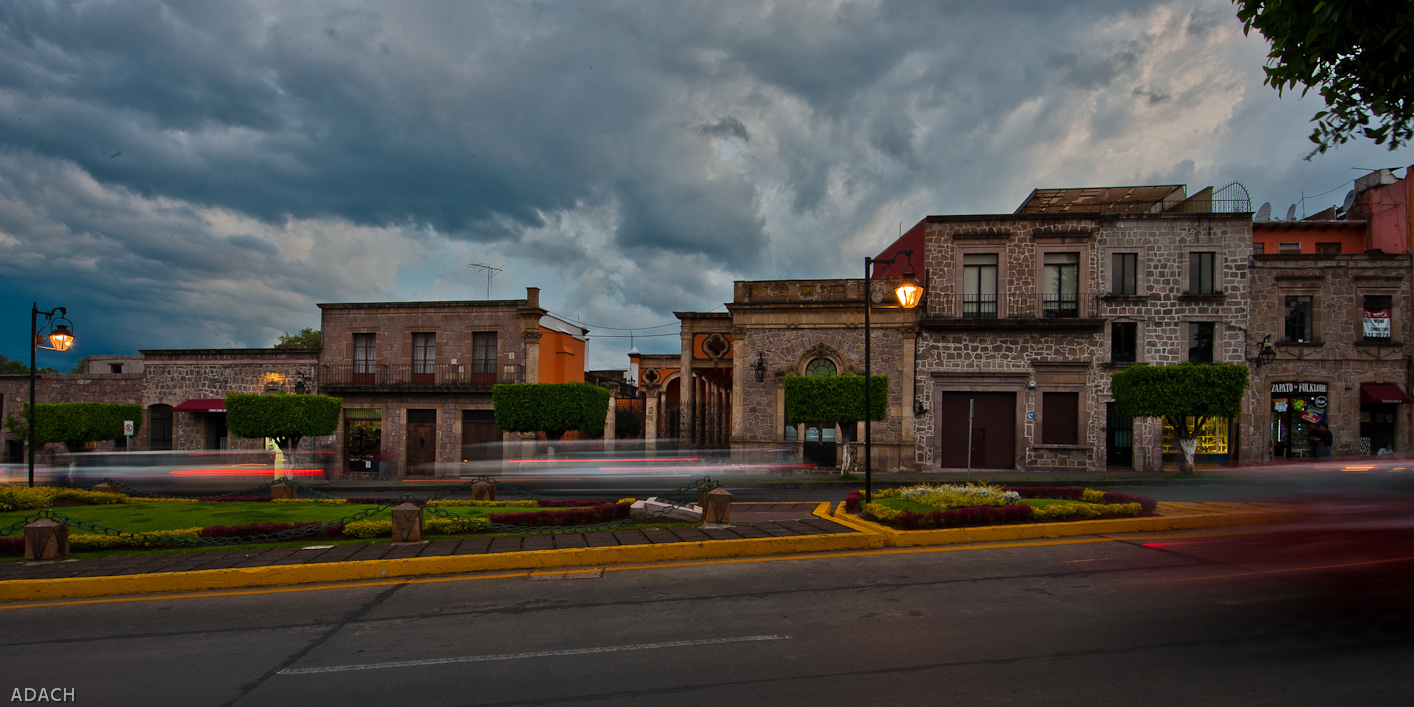
El lugar donde se colocó la Antimonumenta (en una foto de 2014)

La Antimonumenta original estaba pintada completamente de color morado y estaba representada con el símbolo de la lucha feminista, que se basa en el símbolo de Venus con un puño en alto en el centro. En el feminismo, el color representa «lealtad, constancia hacia un propósito [y] firmeza inquebrantable hacia una causa». Se trataba de una escultura de metal en cuya parte superior tenía escrito en español, con letras mayúsculas de color violeta: «Viva, libre y feliz», mientras que en el brazo de la cruz estaba escrito «¡Ni una más!». Según las instaladoras, representa a las víctimas de feminicidio, así como un método para invocar compasión, empatía y solidaridad hacia su causa.